# Joseph-Bernard Likolo Bokal’Etumba
Joseph-Bernard Likolo Bokal’Etumba (ur. 29 sierpnia 1967 w Kinszasie) – kongijski duchowny katolicki, biskup diecezjalny Lisala od 2021.

## Życiorys

### Prezbiterat
Święcenia kapłańskie przyjął 30 maja 1999 i został inkardynowany do archidiecezji Kinszasa. Po kilkuletnim stażu duszpasterskim odbył studia w Paryżu i w Rzymie, uwieńczone doktoratem w 2013. Po powrocie do kraju uczył liturgiki w kinszaskim seminarium, a od 2016 był też sekretarzem komisji liturgicznej w kongijskiej Konferencji Episkopatu.

### Episkopat
15 lutego 2021 papież Franciszek mianował go biskupem diecezjalnym Lisala. Sakry udzielił mu 29 maja 2021 kardynał Fridolin Ambongo.